# Даире
Тамбурин (фр. tambourin или tamboure de basque) је врста малог, ручног бубња с једном мембраном, напетом на дрвени, ређе метални обруч. Дуж обруча урезани су отвори, о које су обешени прапорци или металне плочице.
Инструмент се руком тресе или удара, или се струже по мембрани или по обручу, при чему прапорци звече. Тамбурин је као фолклорни инструмент раширен у Европи од средњег века, нарочито у земљама Средоземља.
На Балкану је одомаћен у облику дефа односно даира у Македонији, Босни и Херцеговини и Србији. Употребљава се уз пратњу игре (плеса) или певања. Тамбурин се јавља и у оркестру.